# Kathrin Steinberger
Kathrin Steinberger (* 9. Mai 1982 in Judenburg) ist eine österreichische Kinder- und Jugendbuchautorin.

## Biografie
Kathrin Steinberger wurde am 9. Mai 1982 im obersteirischen Judenburg geboren und lebte während ihrer Kindheit und Schulzeit in Niklasdorf bei Leoben. Von 2000 bis 2005 studierte sie Vergleichende Literaturwissenschaft und Germanistik, außerdem von 2002 bis 2007 Theater-, Film- und Medienwissenschaft. Heute lebt sie mit ihrem Partner und ihren beiden Töchtern in Wien.
2007 wurde bei Kathrin Steinberger Endometriose diagnostiziert. Nach zwei Operationen hat sie sich lange bei der österreichischen Selbsthilfearbeit gegen die Krankheit engagiert und ein Buch über die Krankheit geschrieben.

## Auszeichnungen
- 2003 DIXI Kinderliteraturpreis
- 2005 Teilnahme am Workshop "SchreibZeit", durchgeführt vom Institut für Jugendliteratur
- 2007, 2009, 2010, 2015 und 2020 Mira-Lobe-Stipendium durch das österreichische Bundesministerium für Unterricht, Kunst und Kultur bzw. Bundeskanzleramt, Sektion Kunst & Kultur
- 2011 Österreichischer Kinder- und Jugendbuchpreis für Die Brüder von Solferino
- 2011 Jugendbuchpreis der Stadt Wien[1] für Die Brüder von Solferino
- 2016: Österreichischer Kinder- und Jugendbuchpreis für Manchmal dreht das Leben einfach um
- 2016: Kranichsteiner Jugendliteratur-Stipendium für Manchmal dreht das Leben einfach um
- 2018: Kinder- und Jugendliteraturpreis des Landes Steiermark für das Manuskript "Rosengarten"
- 2024: Kinder- und Jugendbuchpreis der Stadt Wien für Der Rosengarten. Rosa, der Krieg und das Niemandsland[2]
- 2025: Österreichischer Kinder- und Jugendbuchpreis für Der Rosengarten. Rosa, der Krieg und das Niemandsland

## Bibliografie Belletristik
Romane
- Die Brüder von Solferino. Jungbrunnen 2010, ISBN 978-3-7026-5821-2.
- Manchmal dreht das Leben einfach um. Jungbrunnen 2015, ISBN 978-3702658939.
- Der Rosengarten. Rosa, der Krieg und das Niemandsland. Tyrolia 2024, ISBN 978-3702241957.

Sachbuch
- So leben wir mit Endometriose. Der Alltag mit der chronischen Unterleibserkrankung. edition riedenburg 2013, ISBN 978-3-902647-37-5.

Beiträge in Anthologien
- Übers Ziel hinaus. In: Die Fußballverschwörung und andere Sportgeschichten. Öst. Buchklub, Gorilla Taschenbuch 31, 2007.
- Ein Bonsai als Hauptpreis. Das Leben buchstabieren. Festvorlesung mit einem Interview und ergänzenden Beiträgen zum Werk von Renate Welsh. Stube 2007.
- Liebes Tagebuch. In: Kiwitt, Tobias; Klan, Ulrich (Hrsg.): Wer die Wahrheit spricht..., muss immer ein gesatteltes Pferd bereithalten., Edition Roesner, Mödling, 2010.
- Eine Nacht im Dschungel. In: Die letzten Tiere. Öst. Buchklub, Gorilla Taschenbuch 38, 2010.